# الدوري السويدي الدرجة الثانية 1957–58
الدوري السويدي الدرجة الثانية 1957–58 (بالسويدية: Division II i fotboll 1957/1958)‏ هو موسم من الدوري السويدي الدرجة الثانية. فاز فيه Skellefteå FF ‏.